# Wehrbereichskommando IV
Das Wehrbereichskommando IV (ab 2001 Wehrbereichskommando IV „Süddeutschland“) war ein Wehrbereichskommando der Bundeswehr. Aufgabe dieser Kommandobehörde war die Territoriale Verteidigung im Wehrbereich IV.
Das Wehrbereichskommando wurde 1956 im Mainz aufgestellt. Zwischen 1994 und 2001 wurde die Führung des Wehrbereichs durch den fusionierten Stab „Wehrbereichskommando IV / 5. Panzerdivision“ wahrgenommen. Der Wehrbereich IV umfasste bis 2001 das Saarland, Hessen und Rheinland-Pfalz. 2001 wurden die Wehrbereiche neu geordnet. In München wurde das Wehrbereichskommando IV „Süddeutschland“ neu aufgestellt. Das „neue“ Wehrbereichskommando IV übernahm die Führung des „neuen“ Wehrbereichs IV, der Bayern und Baden-Württemberg umfasste. Das Wehrbereichskommando IV wurde 2013 außer Dienst gestellt.

## Geschichte

### Das „alte“ Wehrbereichskommando IV (1956–2001)

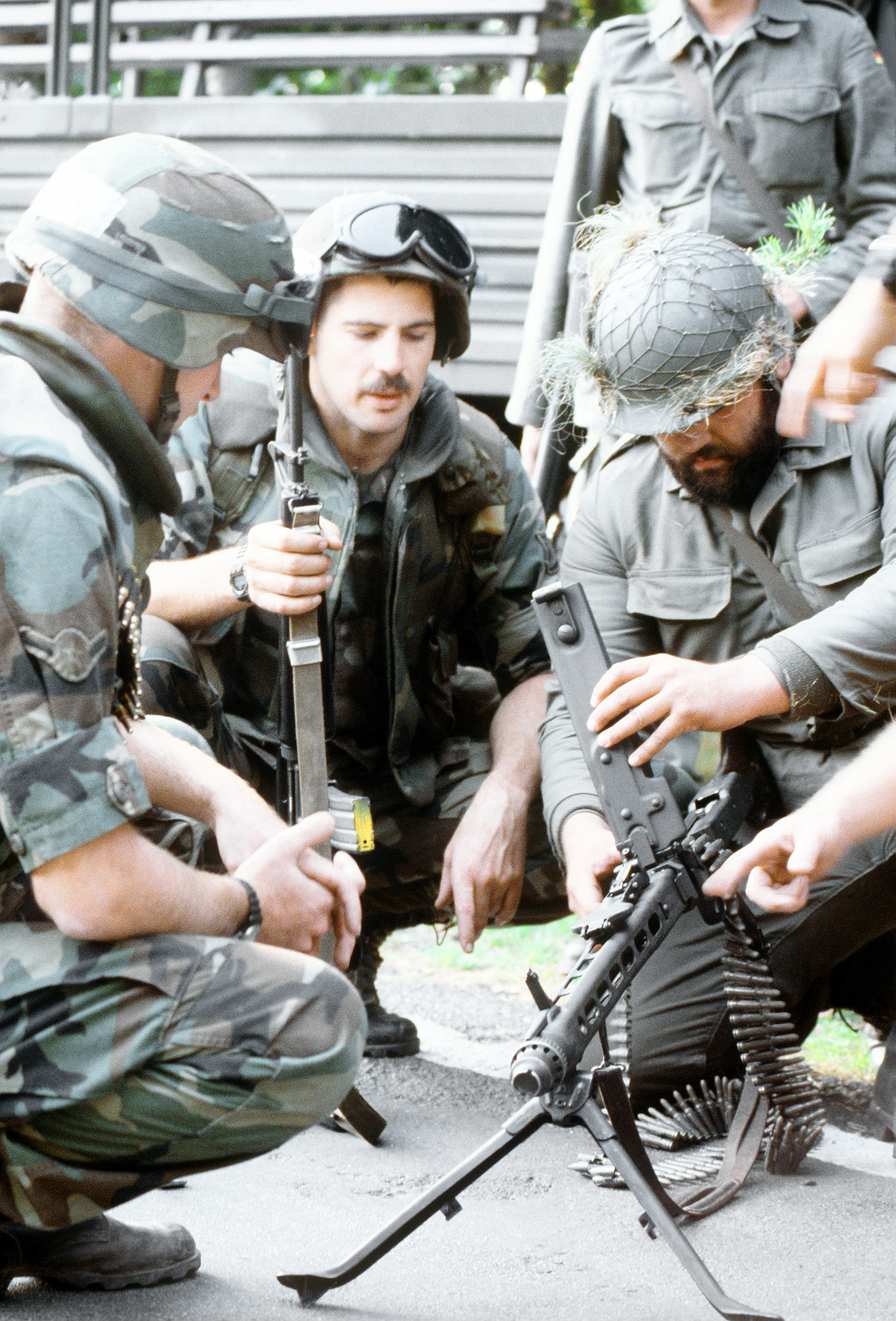
Reservisten der Heimatschutztruppe (JgBtl 942, HSchRgt 94, WBK IV) üben 1988 mit amerikanischen GIs

Das Wehrbereichskommando IV wurde ab 23. Januar 1956 in Mainz als Teil des Territorialheeres aufgestellt. Der Wehrbereich IV umfasste die Länder Saarland, Hessen und Rheinland-Pfalz. Das Wehrbereichskommando IV war bis 1969 dem Kommando Territoriale Verteidigung unterstellt. Von 1958 bis 1961 wurden im Wehrbereich TV-Stäbe (Territorialverteidigungsstäbe) aufgestellt, die ab 1963 in Verteidigungsbezirkskommandos umgegliedert wurden und dem Wehrbereichskommando nachgeordnet waren. Aufgestellt wurden folgende Verteidigungsbezirkskommandos:
- Verteidigungsbezirkskommando 41 (Koblenz)
- Verteidigungsbezirkskommando 42 (Trier)
- Verteidigungsbezirkskommando 43 (Darmstadt)
- Verteidigungsbezirkskommando 44 (Kassel)
- Verteidigungsbezirkskommando 45 (Neustadt)
- Verteidigungsbezirkskommando 46 (Saarbrücken)
- Verteidigungsbezirkskommando 47 (Gießen)

Ab 1964 wurden in den Verteidigungsbezirken mit der Aufstellung nachgeordneter Verteidigungskreiskommandos begonnen. Das Wehrbereichskommando wurde ab 1969 zur Einnahme der Heeresstruktur III in das Heer eingegliedert und dem Territorialkommando Süd unterstellt.
Nach Ende des Kalten Krieges wurde das Territorialheer deutlich verkleinert. In der Heeresstruktur V wurden die Wehrbereichskommandos und Divisionsstäbe fusioniert. Das Wehrbereichskommando IV verschmolz zum 1. April 1994 mit der 5. Panzerdivision. Der fusionierte Stab wurde als „Wehrbereichskommando IV / 5. Panzerdivision“ bezeichnet. Der fusionierte Stab unterstand dem II. Korps. Die Trennung zwischen einem der NATO unterstellten Feldheer und dem auch im Verteidigungsfall unter nationalem Kommando bleibenden Territorialheer wurde damit organisatorisch in der Friedensgliederung aufgeweicht. Erst im Verteidigungsfall wären die fusionierten Stäbe voraussichtlich wieder getrennt worden.
2001 wurde die Fusion rückgängig gemacht und das Territorialheer als Teilbereich des Heeres aufgelöst. Die 5. Panzerdivision wurde zum 30. September 2001 außer Dienst gestellt.

### Das „neue“ Wehrbereichskommando IV (2001–2013)

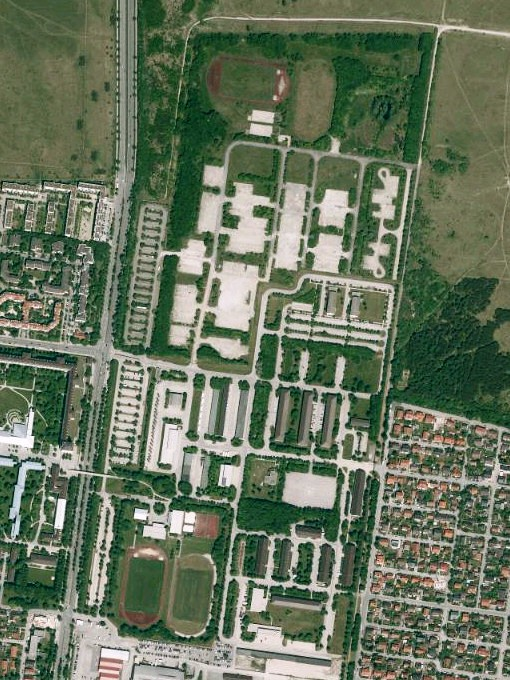
Ab 2009 Sitz der Kommandantur: Die Fürst-Wrede-Kaserne in München. Bis 2009 war die benachbarte Bayernkaserne Standort des Stabes.

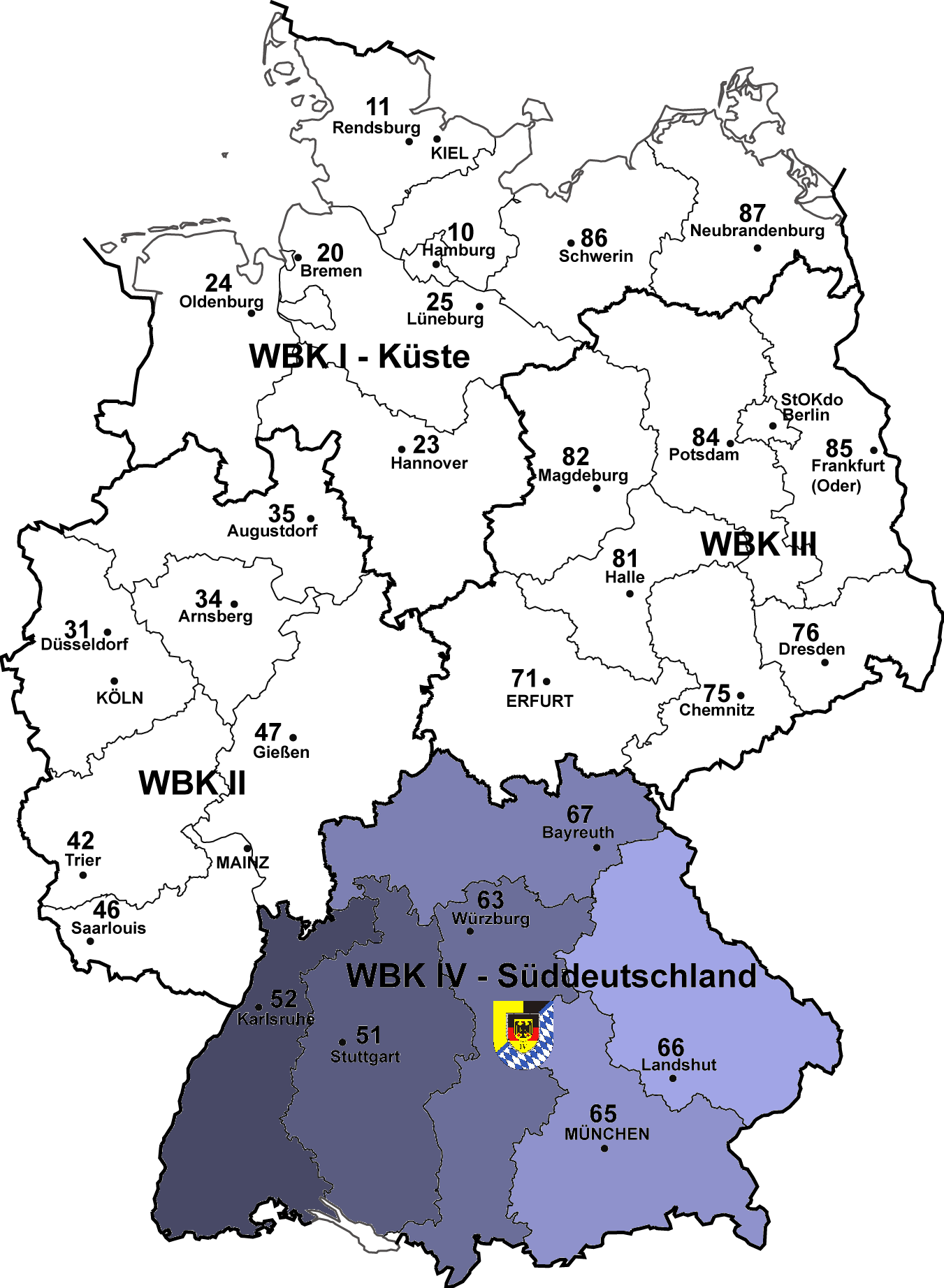
Die Lage des Wehrbereichskommandos IV „Süddeutschland“ mit unterstellten Verteidigungsbezirken

2001 wurden alle Wehrbereichskommandos grundlegend neu geordnet. Der Stab des Wehrbereichskommandos VI wurde zum 1. Juli 2001 als Wehrbereichskommando IV „Süddeutschland“ neu aufgestellt. Das „neue“ Wehrbereichskommando IV mit Stabssitz in München übernahm ab 2001 als Teil der neu aufgestellten Streitkräftebasis die Führung der Truppenteile und die Organisation der Territorialen Verteidigung im „neuen“ Wehrbereich IV. Dieser umfasste nun die Länder Bayern und Baden-Württemberg. Bis 2001 war dieser Teil Süddeutschlands der Kommandobereich der Wehrbereichskommandos V und VI. Die Wehrbereiche V und VI entfielen.
Das „alte“ Wehrbereichskommando IV mit Stabssitz in Mainz wurde 2001 durch Fusion mit dem „alten“ Wehrbereichskommando III als Wehrbereichskommando II neu aufgestellt. Der „neue“ Wehrbereich II umfasste nun die Länder Nordrhein-Westfalen, Saarland, Hessen und Rheinland-Pfalz.
Der Schwerpunkt des Wehrbereichskommandos IV „Süddeutschland“ war die Logistik. Die Verteidigungsbezirke wurde teils neu geordnet und reduziert. Dem Wehrbereichskommando IV „Süddeutschland“ unterstanden folgende Verteidigungsbezirkskommandos:
- Verteidigungsbezirkskommando 51
- Verteidigungsbezirkskommando 52
- Verteidigungsbezirkskommando 63
- Verteidigungsbezirkskommando 65
- Verteidigungsbezirkskommando 66
- Verteidigungsbezirkskommando 67

2007 wurden als dem Wehrbereichskommando IV nachgeordnete Verbände die Landeskommandos neu aufgestellt. Die bisher nachgeordneten Verteidigungsbezirkskommandos entfielen. Dem Wehrbereichskommando IV unterstanden folgende neu aufgestellte Landeskommandos:
- Landeskommando Bayern (München)
- Landeskommando Baden-Württemberg (Stuttgart)

Daneben unterstanden:
- Feldjägerbataillone 451 (München) und 452 (Stetten am kalten Markt)
- Logistikregiment 46 (Diez) mit je einem Nachschub-, Transport-, Instandsetzungs- und Logistikbataillon
- Logistikregiment 47 (Dornstadt) mit drei Logistikbataillonen und dem Spezialpionierbataillon 464 sowie ortsfesten logistischen Einrichtungen
- Truppenübungsplatzkommandanturen Wildflecken
  - Truppenübungsplatz Wildflecken
  - Truppenübungsplatz Hammelburg
  - Truppenübungsplatz Ohrdruf
  - Truppenübungsplatz Schwarzenborn
  - Lager Heuberg
- deutscher militärische Vertreter Truppenübungsplatz Grafenwöhr
- Zentrum für Kampfmittelbeseitigung der Bundeswehr (Stetten am kalten Markt)
- Gebirgsmusikkorps der Bundeswehr, Garmisch-Partenkirchen
- diverse Kleindienststellen, u. a. die Sportfördergruppen Bischofswiesen, Bruchsal und Todtnau

### Auflösung
Das Wehrbereichskommando IV „Süddeutschland“ wurde 2013 außer Dienst gestellt und seine territorialen Aufgaben dem Kommando Territoriale Aufgaben der Bundeswehr und den beiden Landeskommandos übertragen.

## Verbandsabzeichen

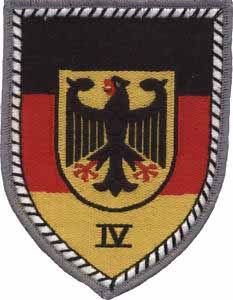
Gewebtes Verbandsabzeichen des Wehrbereichskommandos

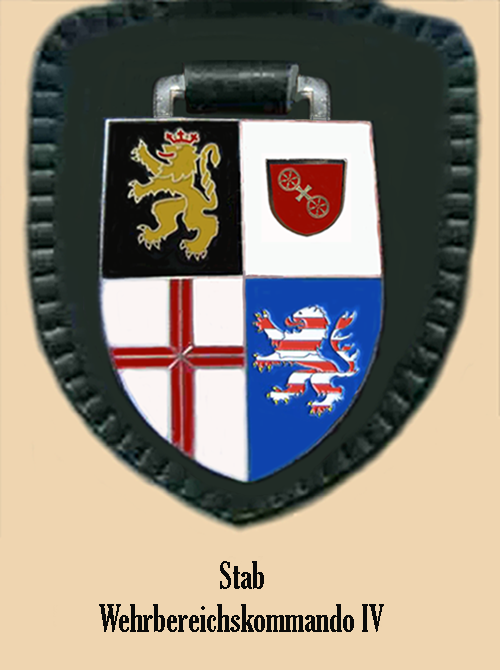
Internes Verbandsabzeichen des Stabes des „alten“ Wehrbereichskommandos IV mit Pfälzer und hessischem Löwen, Mainzer Rad und Trierer Kreuz

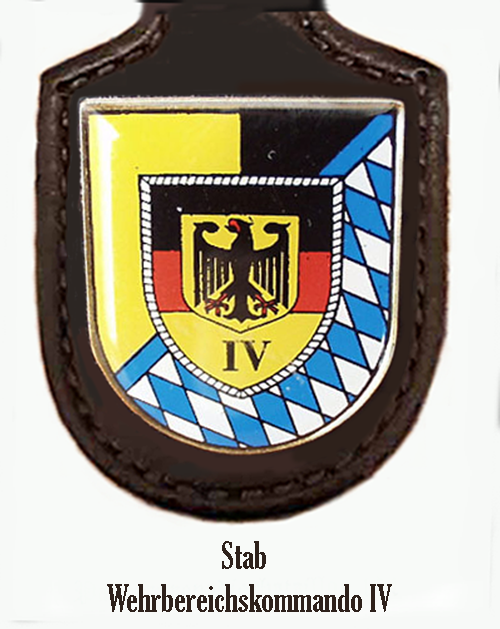
Internes Verbandsabzeichen des Stabes des „neuen“ Wehrbereichskommandos IV „Süddeutschland“ mit dem Bundesadler, bayrischen Rauten und den baden-württembergischen Landesfarben

Das Wehrbereichskommando führte ein Verbandsabzeichen mit folgender Blasonierung:
„Von einer silbernen Kordel mit eingeflochtenem schwarzen Faden gefasst, geteilt zu Schwarz, Rot, Gold in goldenem Mittelschild ein einköpfiger schwarzer Adler, den Kopf nach rechts gewendet, die Flügel offen, aber mit geschlossenem Gefieder, Schnabel, Zunge und Fänge von roter Farbe (Bundesadler); der Mittelschild unten begleitet von der schwarzen römischen Ziffer V.“
Die Schildteilung entsprach der Flagge Deutschlands. Die Motive des Verbandsabzeichens ähnelten im Übrigen dem Wappen Deutschlands. Der Bundesadler war das deutsche Wappentier. Er wurde ähnlich auf den Truppenfahnen abgebildet. Die enge Anlehnung an das Wappen und die Flagge Deutschlands verdeutlichte, dass das Territorialheer und seine Wehrbereichskommandos auch im Verteidigungsfall unter Kommandogewalt des nationalen Befehlshabers blieb und nicht der NATO assigniert war.
Die Verbandsabzeichen der Kommandobehörden im Territorialheer waren sich besonders ähnlich. Insbesondere unterschieden sich die Verbandsabzeichen der übergeordneten Territorialkommandos und der  anderen Wehrbereichskommando nur durch die Beschriftung. Auch das Verbandsabzeichen des Bundesministeriums der Verteidigung war bis auf den Bord fast identisch. Der bei den Wehrbereichskommandos silber/schwarz geflochtene Rand symbolisierte die Stellung unterhalb des Bundesministeriums der Verteidigung, das entsprechend eine „höherwertige“ goldene Kordel aufwies.

## Befehlshaber
Die letzten Befehlshaber im Wehrbereich waren:
| Nr. | Dienstgrad   | Name           | Beginn der Berufung |
| --- | ------------ | -------------- | ------------------- |
| 1.  | Generalmajor | Kersten Lahl   | 1. Juli 2001        |
| 2.  | Generalmajor | Justus Gräbner | 29. September 2003  |
| 3.  | Generalmajor | Gert Wessels   | 27. September 2007  |